# Tarta de ruibarbo

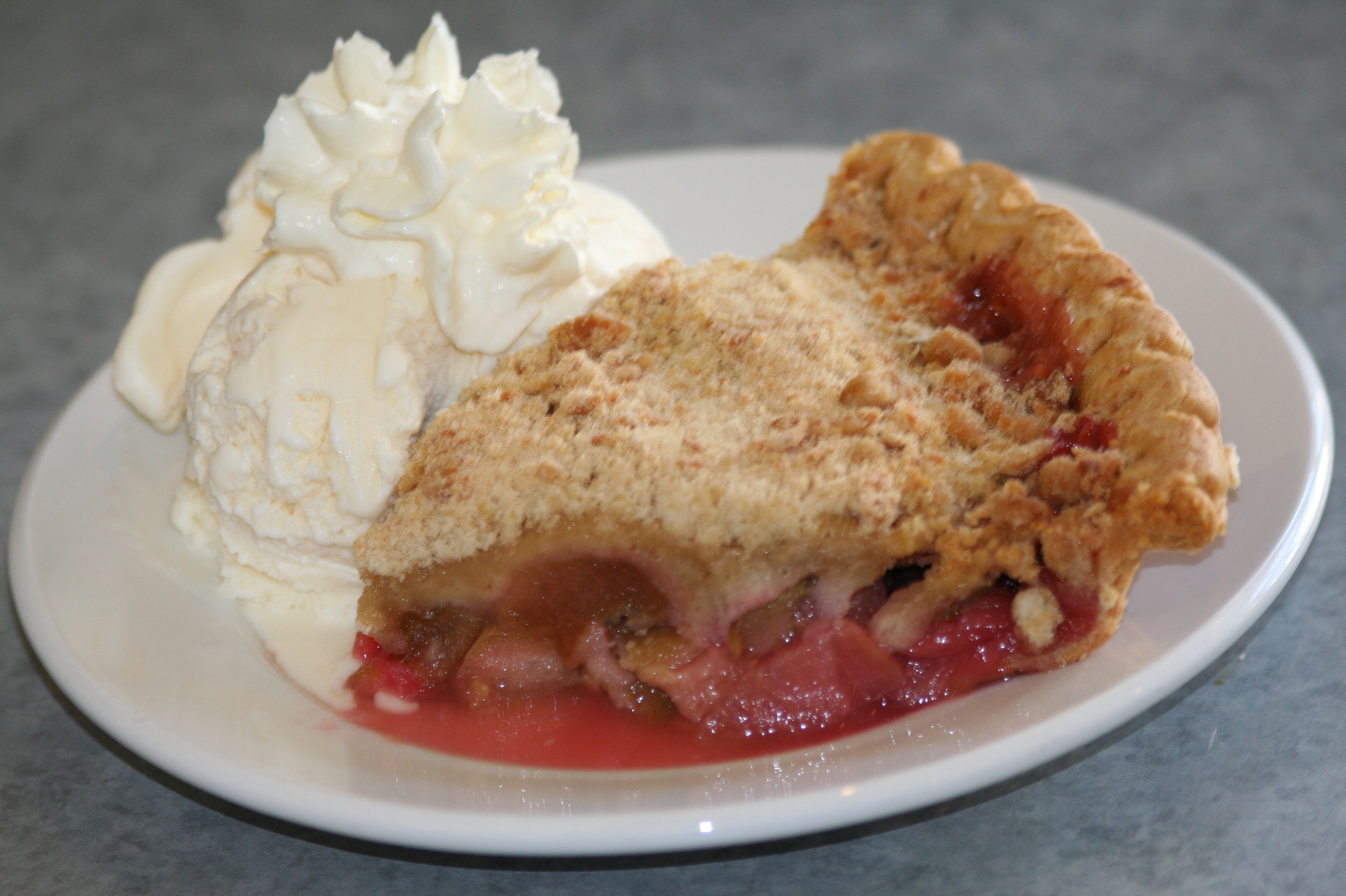
Una porción de tarta de ruibarbo.

La tarta de ruibarbo es un pastel particularmente popular en aquellas áreas donde la planta de ruibarbo es comúnmente cultivada, incluyendo las regiones de Suecia, las islas británicas, y Nueva Inglaterra y las regiones superiores del Medio Oeste en los Estados Unidos. Además del ruibarbo, casi siempre contiene una gran cantidad de azúcar para contrarrestar la acidez intensa de la planta. El pastel de ruibarbo se come a menudo con helado o custard.